# Sonchis de Sais
Sonchis de Saïs o Saïte (en griego, Sō̂nkhis o Saḯtēs ; fl. 594 a. C.) fue un sacerdote egipcio, que se menciona en los escritos griegos relatando el relato de la Atlántida. Su estatus como figura histórica está sujeto a debate.
Los diálogos platónicos Timeo y Critias, escritos alrededor del 360 a. C., relatan (a través de la voz de Critias) cómo el estadista ateniense Solón (638-558 a. C.) viajó a Egipto y en la ciudad de Sais se encontró con los sacerdotes de la diosa Neith. Un sacerdote muy anciano le cuenta que 9000 años antes, la "antigua Atenas" había estado en conflicto con el gran poder de la Atlántida, que luego fue destruida en una catástrofe.
El diálogo de Platón no menciona un nombre para el sacerdote, pero Plutarco (46-120 d. C.), en su Vida de Solon identificó al anciano sacerdote como Sonchis:

Cerca al delta del Nilo, en las costas de Canopus, pasó algún tiempo estudiando con Psenophis de Heliópolis y Sonchis de Saïte, el más erudito de todos los sacerdotes; de quien, como dice Platón, tomando conocimiento de la historia de la Atlántida, la puso en un poema, y se propuso llevarla al conocimiento de los griegos.

Plutarco da una descripción más detallada sobre los filósofos griegos que visitaron Egipto y recibieron consejos de los sacerdotes egipcios en su libro Sobre Isis y Osiris. Así, Tales de Mileto, Eudoxo de Cnido, Solón, Pitágoras (algunos dicen que también Licurgo de Esparta) y Platón, viajaron a Egipto y conversaron con los sacerdotes. Eudoxus fue instruido por Chonupheus de Memphis, Solón por Sonchis de Saïs y Pitágoras por Oenuphis de Heliópolis.